# Badia Fiorentina
Badìa Fiorentina je opatství a kostel, v němž nyní sídlí jeruzalémská mnišská společenství. Nachází se na Via del Proconsolo v centru Florencie v Itálii.

## Historie
Opatství založila jako benediktinskou instituci v roce 978 toskánská hraběnka Willa na památku svého zesnulého manžela Huberta. Bylo jednou z hlavních budov středověké Florencie. V roce 1071 byla v opatství založena nemocnice. V letech 1284 až 1310 byl románský kostel goticky přestavěn slavným italským architektem a sochařem Arnolfem di Cambiem. V letech 1627 až 1631 prošel kostel barokní proměnou.
Legenda říká, že Dante viděl Beatrice poprvé v tomto kostele.

## Umělecká díla
Mezi hlavní umělecká díla v kostele patří Zjevení Panny Marie sv. Bernardovi (cca 1486) od Filippina Lippiho.